# Hoàng Anh Tuyên
Hoàng Anh Tuyên là một tướng lĩnh của lực lượng Công an nhân dân Việt Nam với Cấp bậc hàm Thiếu tướng. Ông hiện giữ chức vụ Người phát ngôn của Bộ Công an, Phó Chánh Văn phòng Bộ Công an (Việt Nam).

## Tiểu sử
Từ tháng 10 năm 2008 đến tháng 11 năm 2011, Hoàng Anh Tuyên là Thượng tá, Phó Chánh Văn phòng Thường trực Phòng chống ma túy, Bộ Công an Việt Nam.
Tháng 6 năm 2015, Hoàng Anh Tuyên là Đại tá, Phó Cục trưởng, Phòng cảnh sát điều tra tội phạm ma túy quốc gia.
Tháng 11 năm 2015, Hoàng Anh Tuyên là Đại tá, Phó Chánh văn phòng Thường trực phòng, chống tội phạm và ma túy, Bộ Công an Việt Nam.
Từ tháng 3 năm 2016 đến tháng 4 năm 2018, Hoàng Anh Tuyên là Đại tá, Phó Cục trưởng Cục Tham mưu Cảnh sát (C42), Bộ Công an.
Từ tháng 10 năm 2018, Hoàng Anh Tuyên là Đại tá, Phó Chánh Văn phòng Bộ Công an Việt Nam.
Từ tháng 2 năm 2019 đến nay, Hoàng Anh Tuyên là Thiếu tướng Công an nhân dân Việt Nam, Phó Chánh Văn phòng Bộ Công an Việt Nam.
Ngày 6 tháng 7 năm 2024, Bộ Công an cho biết, Thiếu tướng Hoàng Anh Tuyên Phó Chánh Văn phòng Bộ Công an được giao nhiệm vụ là Người phát ngôn Bộ Công an thay cho Trung tướng Tô Ân Xô nhận nhiệm vụ mới.

## Lịch sử thụ phong quân hàm
| Năm thụ phong | –      | 2019        |
| ------------- | ------ | ----------- |
| Quân hàm      |        |             |
| Cấp bậc       | Đại tá | Thiếu tướng |